# 4 de febrer
El 4 de febrer és el trenta-cinquè dia de l'any del calendari gregorià. Queden 330 dies per finalitzar l'any i 331 en els anys de traspàs.

## Esdeveniments
Països Catalans
- 1499 - Montserrat: comença a funcionar la impremta del monestir de Montserrat.[1]
- 1890 - Barcelona: S'estrena al Teatre Romea Rei i monjo, tragèdia en tres actes i en vers, d'Àngel Guimerà.[2]
- 1939 - Girona: les tropes franquistes ocupen la ciutat (Guerra Civil espanyola).
- 1973 - en un autobús entre Barcelona i l'Espluga de Francolí: el PEN català fa una assemblea clandestina i es reorganitza a l'interior de Catalunya.[3]

Resta del món
- 1859 - muntanya del Sinaí (Egipte): Konstantin von Tischendorf hi descobreix el Codex Sinaiticus.
- 1865 - Quimper: Primer exemplar de la revista bretona Feiz ha Breiz.
- 1912 - París: L'inventor del paracaigudes, Franz Reichelt, mor en saltar des de la Torre Eiffel per provar l'invent.
- 1945 - Ialta (Unió Soviètica): comença la cimera dels líders dels Aliats de la Segona Guerra Mundial, Roosevelt, Stalin i Churchill. En la reunió s'acorda, entre altres pactes, dividir Alemanya en quatre zones, una per a cadascuna de les 3 potències participants en la conferència, més França. Berlín, tot i haver estat inclosa dins la zona soviètica, també es divideix en 4 sectors.
- 1948 - Sri Lanka: el país assoleix la independència del Regne Unit.[4]
- 1964 - Estats Units: té lloc la primera aparició de Daredevil al primer número de la sèrie del mateix nom, publicat per Marvel Comics.[5]
- 1998 - l'Afganistan: un terratrèmol de 6,1 en l'escala de Richter provoca més de 5.000 morts al nord-est del país.
- 2004 - Cambridge, Massachusetts (EUA): Va ser fundat Facebook.[6]
- 2006 - Damasc (Síria): uns manifestants hi incendien les ambaixades danesa i noruega per la publicació en diversos diaris europeus d'unes caricatures de Mahoma; serà el primer fet violent en els països musulmans d'una sèrie desfermada per aquest fet.

## Naixements
Països Catalans
- 1712 - València: Josep Berní i Català, jurista, fundador del Col·legi d'Advocats de València (m. 1787).
- 1765 - Xàtiva: Josep Chaix Isniel, matemàtic i astrònom valencià (m. 1809).
- 1858 - Tortosa: Francesc Gimeno i Arasa, pintor i dibuixant català.
- 1892: 
  - el Vendrell: Andreu Nin, polític i escriptor català.
  - Sant Gervasi de Cassoles, Barcelonès: Mercè Plantada i Vicente, soprano catalana (m. 1976).[7]
- 1914 - Dosrius: Esteve Albert i Corp, poeta, autor teatral, historiador i promotor cultural català.
- 1920 - Barcelona: Rina Celi, cantant barcelonina de jazz i música lleugera i actriu dels anys quaranta (m. 1996).[8]
- 1942 - Alcoi: Ovidi Montllor, actor i cantant de la Nova Cançó valencià.[9]
- 1950 - València: Amparo Amorós Moltó, poeta, assagista i crítica literària valenciana.[10]
- 1955 - Masquefa: Carme Junyent Figueras, lingüista (m. 2023).[11]
- 1994 - Mollet del Vallès: Alèxia Putellas i Segura, futbolista catalana que juga de davantera o centrecampista.[12]

Resta del món
- 1749 - Saragossa: Josefa Amar y Borbón, escriptora i destacada il·lustrada espanyola.[13]
- 1799 - Porto, Portugal: Almeida Garrett, nascut João Baptista da Silva Leitão de Almeida, escriptor portuguès del romanticisme.
- 1820 - Viena: Božena Němcová, una de les més importants novel·listes txeques del realisme txec (m. 1862).[14]
- 1863 - Ingolstadt, Baviera: Pauline de Ahna, soprano lírica alemanya. Va casar-se amb Richard Strauss (m. 1950).[15]
- 1868 - Londres: Constance Markievicz, política irlandesa, revolucionària nacionalista, sufragista i socialista (m. 1927).[16]
- 1913 - Tuskegee, Alabama: Rosa Parks, pionera del moviment d'equiparació de drets civils entre blancs i negres.[17]
- 1917 - Fuentidueña de Tajo, Madrid: Elena Soriano, escriptora espanyola, fundadora i directora de la revista El Urogallo (m. 1996).[18]
- 1918 - Londres: Ida Lupino, actriu i directora de cinema anglesa (m. 1995).[19]
- 1921:
  - Peoria, Illinois, Estats Units: Betty Friedan, escriptora i feminista americana, autora de The Feminine Mystique, obra de referència del moviment feminista.[4]
  - Bakú, Azerbaidjan: Lotfi Asker Zadeh fou un matemàtic i informàtic.
- 1931 - La Rioja, Argentina: María Estela Martínez de Perón, política argentina, exercí de Presidenta de l'Argentina entre 1974 i 1976.
- 1935 - Granada, Andalusia: Antonina Rodrigo García, escriptora andalusa resident a Barcelona des de 1970.[20]
- 1940 - Ciutat de Nova York, EAU: George Andrew Romero fou un director de cinema i guionista estatunidenc.
- 1943 - Plungė, Lituània: Wanda Rutkiewicz, considerada una de les alpinistes més grans de la història (m. 1992).[21]
- 1944, Eberswalde, Alemanya: Candida Höfer, una de les figures més representatives de la fotografia alemanya.[22]
- 1947 - Budapest, Hongria: Máté Péter, cantant, compositor i pianista hongarès.
- 1948 - Màlaga: Pepa Flores, més coneguda com a Marisol, actriu de cinema i cantant espanyola retirada des de 1985.[23]
- 1952 - Gore, Nova Zelanda: Jenny Shipley, política neozelandesa; primera dona a exercir de primera ministra a Nova Zelanda.[24]
- 1966 - Sevilla: María Jesús Montero Cuadrado, política espanyola, ha estat ministra del Govern d'Espanya.
- 1971 - Los Angeles, Califòrnia, EUA: Eric Garcetti, alcalde de Los Angeles, CA.
- 1975 - Sydney, Nova Gal·les del Sud: Natalie Imbruglia, cantant i actriu australiana.[25]

## Necrològiques
Països Catalans
- 1935 - Cartagena: Víctor Beltri i Roqueta, arquitecte català (n. 1862).
- 1913 - Tànger: Josep Tapiró i Baró, pintor català, conegut per les aquarel·les amb què retratà persones de Tànger (n. 1836).
- 1940 - Barcelona: Àurea Rosa Clavé i Bosch, professora i compositora catalana (n. 1856).[26]
- 1953 - Vilanova i la Geltrú: Eulàlia Rosell i Capdevila, destacada activista cultural i esperantista catalana (n. 1879).[27]
- 1985 - Barcelona: Francesca Cecília Gubert i Rafanell, distingida cantant soprano barcelonina del teatre líric (n. 1906).
- 1996 - Arenys de Mar: Fèlix Cucurull, escriptor i historiador català (n. 1919).
- 2000 - Barcelona: Joan Capri, actor i monologuista català (n. 1917).
- 2015 - Sant Cugat del Vallès: Francesc Garriga i Barata, poeta i pedagog català (n. 1932).[28]
- 2018 - Barcelona: Anna Calvera Sagué, dissenyadora gràfica i historiadora del disseny (n. 1954).[29]

Resta del món
- 211 - Eboràcum, Britànnia: Septimi Sever, emperador romà (n. 146).
- 1505 - Bourges, França: Santa Joana de Valois, princesa de França i duquessa de Berry (n. 1464).[30]
- 1820 - Praga: Gottfried Johann Dlabacz, músic i religiós premonstratenc.
- 1893 - Vigo, Galícia: Concepción Arenal, escriptora gallega (n. 1820).[31]
- 1894 - París (França): Adolphe Sax, músic belga, inventor del saxòfon.
- 1925 - París: Marie Jaëll, compositora, pianista i pedagoga germanofrancesa (n.1846).[32]
- 1928 - Haarlem (Països Baïxos): Hendrik Lorentz, físic i matemàtic neerlandès, Premi Nobel de Física de l'any 1902 (n. 1853).[33]
- 1931 - Cartago: Herman ten Kate, antropòleg neerlandès que feu un treball extens sobre els pobles indis de la Baixa Califòrnia.
- 1934 - Torí: Virginia Ferni Germano, soprano italiana (n. 1849).[34]
- 1949 - Charlottesville, Virgínia (EUA): William Henry Hunt, governador de Puerto Rico (n. 1857).[35]
- 1983 - Downey, Califòrnia, EUA: Karen Carpenter, cantant i bateria estatunidenca, del duo The Carpenters (n. 1950).[36]
- 1987 - Palm Springs, Califòrnia, EUA: Liberace, cantant Estatunidenc (Mr. Showmanship) (n. 1919).
- 1995 - Locarno (Suïssa): Patricia Highsmith, escriptora nord-americana de novel·la negra (n. 1921).[37]
- 2001 - París, França: Iannis Xenakis, compositor francès d'origen grec (n. 1922).[38]
- 2004 - Haifa, Israel: Valentina Borok, matemàtica ucraïnesa soviètica (n. 1931).[39]
- 2006 - Washington, DC (EUA): Betty Friedan, escriptora i feminista americana, autora de The Feminine Mystique, obra de referència del moviment feminista (n. 1921).[4]
- 2019 - Finlàndia: Matti Nykänen, saltador amb esquís finlandès, medallista als Jocs Olímpics d'Hivern de 1984 i 1988.

## Festes i commemoracions
- Festa de la independència a Sri Lanka
- Onomàstica: sants Isidor de Pelúsion, anacoreta (s. IV); Andreu Corsini, bisbe; Gilbert de Sempringham, monjo i fundador dels gilbertins; Joan de Brito; santa Joana de Valois, princesa francesa fundadora de l'orde de les Anunciates; Josep de Leonessa, prevere caputxí; Fileas de Thmuis, bisbe i màrtir; beats Raban Maur; venerable Jaume Clotet i Fabrés, cofundador dels Claretians.